# Liquida
Die Liquida (auch Liquid, Fließlaut, Schmelzlaut; Pl.: Liquidae, Liquidä, Liquiden) ist in der Phonetik ein Laterallaut (l-Laut) oder ein r-Laut, so bezeichnet wegen des fließenden Charakters seiner Artikulation. Obwohl phonetisch gänzlich verschieden, werden Liquiden aufgrund verschiedener gemeinsamer phonologischer Merkmale zu einer Gruppe zusammengefasst.

## Eigenschaften
Obwohl die beiden Laut-Gruppen artikulatorisch wenig gemeinsam haben, verhalten sie sich in vielen Sprachen ähnlich. Im Tschechischen und Slowakischen können Liquiden als einzige Konsonanten den Silbengipfel bilden, also (meist gemeinsam mit anderen Konsonanten) ohne Beteiligung eines Vokals zu einer Silbe werden. Erkennbar ist dies beispielsweise auch in Eigennamen wie dem von Alfred Hrdlicka.
Liquiden werden oft nicht als solche artikuliert, sondern können Vokalcharakter bekommen. Man spricht in solchen Fällen von Liquidenvokalisation. In mittelbairischen Dialekten etwa wird ein l im Wortinneren nach einem Vokal an diesen assimiliert; so wird zum Beispiel Bild zu Buid oder Büd und Geld zu Geid oder Göd. Ein r am Wortende wird im Deutschen mehrheitlich nicht als r ausgesprochen, sondern zu einem Schwa oder einer abgeschwächten und verschieden gefärbten Variante des a-Lautes, so erkenntlich beispielsweise bei den Wörtern Bauer, mir oder im Eigennamen Maier und seinen Schreibvarianten.